# Draadglas

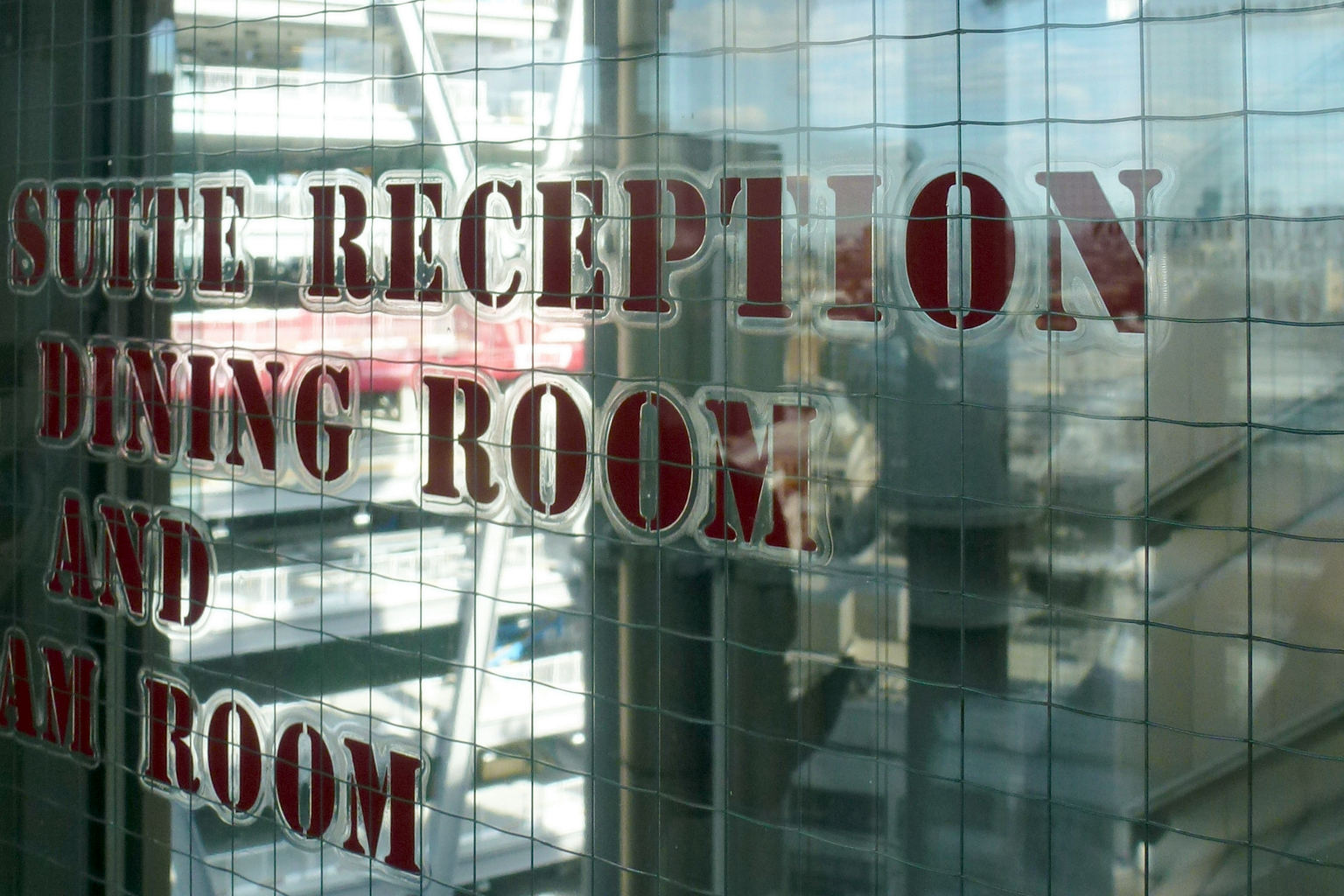
Draadglas

Draadglas is een soort glas met daarin, als wapening, metalen draden in een meestal vierkant rasterpatroon. Het gaaswerk houdt bij breuk van de ruit de glasscherven bijeen. Draadglas behoort tot de veiligheidsglassoorten.
Draadglas werd in 1892 door de Amerikaan Frank Shuman uitgevonden. Aanvullende octrooien werden hem verleend met betrekking tot het proces van het maken van draadglas en machines voor het maken van draadglas. In Engeland wordt draadglas in het algemeen Georgian Wired Glass (georgiaans draadglas) genoemd, hoewel het niet uit het georgiaans tijdperk stamt.